# Кавендиш, Джорджиана
Джорджиана Кавендиш, герцогиня Девонширская (англ. Georgiana Cavendish, Duchess of Devonshire; 7 июня 1757 — 30 марта 1806), урождённая Джорджиана Спенсер, первая супруга Уильяма Кавендиша, 5-го герцога Девонширского, и мать Уильяма Кавендиша, 6-го герцога Девонширского.
Её отец, Джон Спенсер, 1-й граф Спенсер, был правнуком Джона Черчилля, 1-го герцога Мальборо, а леди Каролина Лэм, известная своими романтическими отношениями с поэтом Байроном, приходилась Джорджиане племянницей. Среди потомков её семьи — действующий герцог Девонширский (через её внучку), Диана, принцесса Уэльская (урождённая леди Диана Спенсер), и Сара, герцогиня Йоркская (через её внебрачную дочь Элайзу Кортни).

## Биография
Джорджиана была знаменитой светской красавицей, собравшей большой круг литературного и политического бомонда. Она была также активным политическим деятелем в период, когда до предоставления женщинам избирательных прав оставалось ещё более ста лет.
Семьи Спенсер и Кавендиш принадлежали к партии вигов, но, поскольку её муж был одним из важнейших герцогов, он не мог заниматься политикой, и Джорджиана озвучивала на публике политические амбиции семьи. Главным образом она выступала в поддержку своего дальнего родственника, Чарльза Джеймса Фокса, в то время как король Георг III и его кабинет министров склонялись к политике партии тори.
Слыла законодательницей моды и поддерживала дружеские отношения с королевой Франции Марией-Антуанеттой (1755—1793). Герцогиня позировала таким художникам, как Томас Гейнсборо и Джошуа Рейнольдс.

Джорджиана, герцогиня Девонширская. Портрет работы Томаса Гейнсборо, 1783 год.

Леди Джорджиана Спенсер обвенчалась с Уильямом Кавендишем, 5-м герцогом Девонширским, в день своего семнадцатилетия, 7 июня 1774 года. Муж был старше неё на девять лет. Первый ребёнок появился лишь через девять лет после свадьбы, до этого момента у неё было несколько выкидышей. Всего же у четы было трое детей: две дочери, Джорджиана и Гарриет, и сын, Уильям Джордж, следующий герцог Девонширский.
Джорджиана нашла успокоение в проявлениях общественной любви, когда стало ясно, что её брак с Уильямом Кавендишем никогда не будет осуществлением её мечты. Хотя она умело выстраивала собственный имидж на публике, в личной жизни ей это удавалось куда меньше. Вместе с частыми неудачами в стремлении родить наследника, её постигло разочарование: лучшая подруга, леди Элизабет Фостер, стала любовницей герцога. Джорджиана решила, что будет терпеть. Так она оказалась в центре известнейшего в Англии XVIII столетия любовного треугольника.
Ей пришлось пережить унижение, поскольку о её menage à troіs (с фр. — «сожительство втроём») стало известно всему миру. Она старалась уйти от реальности, развив в себе разрушительную склонность к азартным играм, алкоголю и наркотикам. К концу жизни её карточные долги возросли до неимоверных размеров. Она скончалась в возрасте 48 лет, предположительно от гнойного воспаления печени. Джорджиана, герцогиня Девонширская, была похоронена в Соборе Всех Святых в Дерби, Англия.

### Дети
В браке с Уильямом Кавендишем, герцогом Девонширским, у неё было трое детей:
- Джорджиана Кавендиш, «малышка Джи» (12 июля 1783 — 8 августа 1858), была замужем за Джорджем Говардом, 6-м графом Карлайлом[1];
- Гарриет Кавендиш, «Гаррио» (29 августа 1785 — 25 ноября 1862), была замужем за Гренвилем Левесон-Гоуэром, 1-м графом Гренвилем[2];
- Уильям Джордж Спенсер Кавендиш, 6-й герцог Девонширский, «Харт» (21 мая 1790 — 18 января 1858), лорд-камергер в 1820—1830-х годах, никогда не был женат и умер, не оставив наследника[3].

От внебрачной связи с Чарльзом Греем, 2-м графом Греем (будущим премьер-министром Великобритании), который был моложе герцогини на 7 лет, у Джорджианы была дочь Элайза. Когда она родилась, герцог заставил жену отдать ребёнка на воспитание родителям Грея.
- Элайза Кортни Эллис[англ.] (20 февраля 1792 — 2 мая 1859), была замужем за генералом Робертом Эллисом[англ.][4].

## В искусстве
- Джорджиане Кавендиш посвятил своё стихотворение[какое?] английский поэт Генри Кирк Уайт[источник не указан 1635 дней].
- В фильме «Миссис Фицгерберт[англ.]» (1947) роль Джорджианы Кавендиш исполнила Мэри Клэр[5][6].
- Джорджиана Кавендиш является главной героиней фильма «Герцогиня» (2008), где её роль играет актриса Кира Найтли. Фильм поставлен по книге Аманды Форман Georgiana, Duchess of Devonshire.